# 約束の十二月/誰かの冬の歌
「約束の十二月/誰かの冬の歌」（やくそくのじゅうにがつ/だれかのふゆのうた）は2004年11月17日に発売された斉藤和義26作目のシングル。

## 解説
前作から3ヶ月振りのシングル。2004年に3枚のシングルを発売した斉藤のシングルでキャリア初となる、ダブル表題曲シングルとなった。2004年11月26日の武道館弾き語りライブ直前のリリースであり、ジャケットのイラストには武道館が描かれている。初回プレス盤のみ特典ステッカーが封入された。
「約束の十二月」は斉藤にとって初めてのクリスマスソングであり、「誰かの冬の歌」はツーカーホン関西のテレビCMタイアップ曲である。
スタジオライブを撮影した「約束の十二月」のMVは、2008年のオリジナルアルバム『I ♥ ME』初回限定盤に付属の特典DVDに収録されている。
また、カップリングではロバート・クワインが在籍していたバンド（Richard Hell & The Voidoids）の「I'M YOUR MAN」をカバー。
クワインは斉藤のオリジナル・アルバム『NOWHERE LAND』の制作などにも携わったが、2004年5月に急逝した。原曲では英語の歌詞を斉藤自身が日本語に訳し歌っている。

## 収録曲
全曲　作詞・作曲・編曲：斉藤和義（特記以外）
1. 約束の十二月
2. 誰かの冬の歌
ツーカーホン関西CMソング
3. I'M YOUR MAN
作詞・作曲：リチャード・ヘル・詞訳：斉藤和義